# Klingertjärnen, Norrbotten
Klingertjärnen är en sjö i Bodens kommun i Norrbotten och ingår i Altersundets huvudavrinningsområde.